# 地球電磁気学
地球電磁気学（ちきゅうでんじきがく、英語：geo-electromagnetism、space physics）とは、地球の様々な電磁気学的現象を扱う地球物理学の一分野。
元々は地磁気の研究から始まった学問で、地磁気の変動がさまざまな地球物理学的現象と結びついていることから、研究対象とする領域は多岐にわたる。大きくは以下の2つに分類できる。
- 地球内部電磁気学 - 惑星固有磁場生成論。岩石磁気学、古地磁気学。地球内部・火山構造の電磁気学に基づく探査。
- 超高層大気物理学 - 電離圏、磁気圏の諸現象。